# 德克薩斯州空軍國民警衛隊
得克萨斯州空军国民警卫队（英語：Texas Air National Guard，TX ANG）是德克萨斯州的空軍國民兵，也是德克薩斯州軍隊的一部分。

## 歷史
得克萨斯州空军国民警卫队的起源可以追溯到1917年8月14日成立的美國陸軍航空勤務部隊第111航空中隊，駐紮在聖安東尼奧凱利機場，直到1919年解編。1920年，隨著航空部隊在美國陸軍獲得永久性的建立，第111觀察中隊於1923年6月29日獲得聯邦認可，隸屬於第36步兵師。第111觀察中隊於1940年11月25日奉命服役，成為美國陸軍航空軍的一部分，準備投入第二次世界大戰。
現代的得克萨斯州空军国民警卫队是1947年1月27日在達拉斯愛田機場獲得聯邦認可的第136戰鬥機大隊，裝備P-51D戰鬥機。1957年7月1日，第111戰鬥機攔截機中隊被授權擴編為大隊，第147戰鬥機大隊作為国民警卫队啟用。1961年8月1日，第182戰鬥機攔截機中隊擴編為第149戰鬥機攔截機大隊。

- 第111戰鬥機中隊P-51D。
- 第111戰鬥機攔截機中隊F-102喬治·沃克·布希中尉。

## 組織
- 第136空運聯隊

裝備C-130J運輸機，主要任務是戰術空運，能夠在崎嶇不平的地帶進行起降，向敵對地區空投部隊或裝備。
- 第147攻擊聯隊

裝備MQ-9無人機，能夠透過先進的衛星通訊提供全天候作戰支援任務，包含即時情報、監視、偵察以及空對地打擊能力。
- 第149戰鬥聯隊

裝備F-16C/D戰鬥機，負責飛行訓練。
- 第254戰鬥通信大隊